# José Bernal

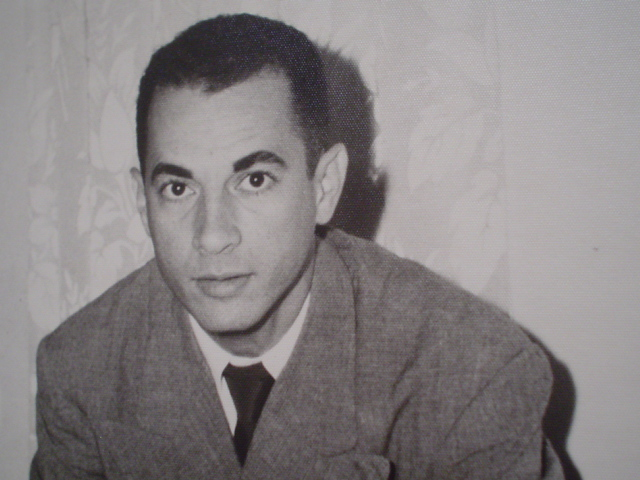
Jose Bernal (1952)

José Bernal (* 8. Januar 1925 in Santa Clara, Kuba; † 19. April 2010 in Skokie, Illinois) ist ein kubanisch-US-amerikanischer Maler. 1980 erwarb er die US-amerikanische Staatsbürgerschaft.
Die Kunst von José Bernal stellt ein hochgradig unabhängiges Schaffenswerk dar. Seine Ästhetik entstammt einer fruchtbaren Fantasie, seiner kubanischen Herkunft und der Erfahrung des Exils und des Neuanfangs. Bernals Gesamtwerk von 1937 bis heute deckt ein breites Spektrum von Stilrichtungen ab, manchmal auf die Alten Meister anspielend, manchmal neuere Kunstrichtungen zitierend. Seine Arbeit ist als modernistisch, abstrakt und expressionistisch beschrieben worden, aber das weite Spektrum seiner Kunst entzieht sich einer Kategorisierung. Man kann sein Werk auch als postmodern bezeichnen, insbesondere, da er das Konzept des Neuen in der Kunst zurückweist, eine Sichtweise, die er mit der postmodernen Theorie teilt.

## Leben

### Kuba

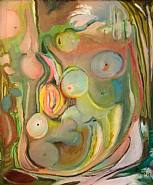
Madre Tierra, 1943

Von früher Kindheit an wurde José Bernal intensiv in Kunst und Musik unterrichtet, angeregt und unterstützt von seinen künstlerischen Eltern. Seine Studien führten ihn dazu, Kunst zu unterrichten. Gleichzeitig studierte er an der Escuela de Artes Plásticas Leopoldo Romañach weiter und erwarb dort den Magistertitel (Master of Fine Arts). Seine musikalischen und visuellen Kreationen wurden in Santa Clara und Havanna aufgeführt und ausgestellt.
Im Jahre 1961, während der Invasion in der Schweinebucht, gehörte Bernal zu der großen Zahl der Kubaner, die wegen „unpatriotischen Verhaltens“ festgenommen wurden. Nach seiner Freilassung fürchtete Bernal um sein Leben und das seiner Familie. Vorsichtig plante er mit seiner Frau, das Land mit ihren drei kleinen Kindern zu verlassen. Es dauerte jedoch mehr als ein Jahr, bis sie Visa erhielten, im Juni 1962 verließen sie Kuba.

### USA
In Miami erreichte die Familie Bernal die Vereinigten Staaten. Sie konnten wegen fehlender Arbeitsmöglichkeiten jedoch nur wenige Monate in Florida bleiben und zogen im Herbst 1962 nach Chicago um. Bernal musste den Unterhalt für seine Familie verdienen, was sich aber wegen fehlender Sprachkenntnisse als schwierig erwies. Er fand eine Anstellung in einem Unternehmen, das Gebrauchsgrafik entwarf. Bernal arbeitete daneben weiter an seinen privaten Kunstwerken. In dieser Zeit machte sein Schaffen einen Wandel durch, der durch die Änderung des geographischen Umfelds verursacht wurde. Seine Palette spiegelte in Kuba nicht die leuchtenden, intensiven Farben seines Heimatlandes wider, in Chicago jedoch fing er an, in seiner Kunst die tropischen Farben seines karibischen Vaterlandes darzustellen.

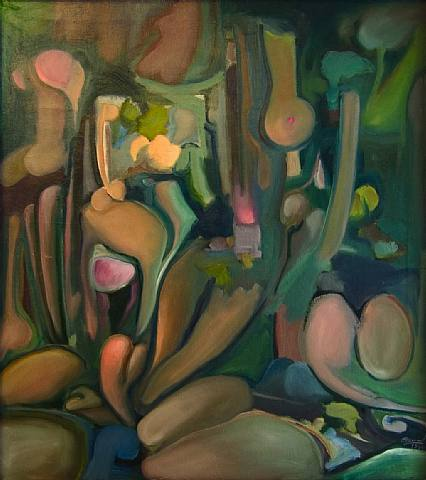
Campfire in the woods (1950)

Im Jahr 1964 wurde Bernals Kunstmappe von einem der Direktoren von Marshall Field's gesehen, der sein Talent bewunderte und ihm eine Position als Designer anbot. Der Direktor von Marshall Field's Kunstgalerie überzeugte Bernal, seine impressionistischen Porträts, Landschaften und Stillleben auszustellen. Kurz danach entdeckte Betty Parsons, eine Kunsthändlerin, Künstlerin und Kunstsammlerin, seine Werke und begann mit einer Serie von Bildern, Ausstellungen und Verkäufe zu organisieren. Die lukrative Verbindung machte es möglich, dass Bernal seinen Job bei Marshall Field's aufgeben und wieder als Lehrer arbeiten konnte. Nun konnte er seinen Doppeltraum des Unterrichtens und des Malens ausüben.
Nachdem 1970 sein M.F.A.-Abschluss durch das School of the Art Institute of Chicago anerkannt worden war, unterrichtete Bernal Kunst und arbeitete gleichzeitig an seinen eigenen Kreationen, die er auch ausstellte. Lydia Murman, eine Kunstkritikerin des New Art Examiner, schrieb 1981 über seine Soloausstellung von Collagen und Assemblagen:

„Bernal's works involve the viewer because they resurrect the concern for art as a communicative force. The viewer reacts to the classical arrangement, in which found objects are manipulated with a respect for their physical properties and for their potential symbolic value. While warm wood, old newspaper print, tarnished metal, and antique objects produce an aura that absorbs the viewer and stirs archetypal images within his subconscious, some works, such as «Balancing the Unbalanced», in which a faucet is perceived as a faucet, invite the viewer to open the dialogue concerning substance and illusion, art and reality.“

„Bernals Werke ziehen den Zuschauer mit ein, weil sie das Interesse für Kunst als mitteilsame Kraft wiederbeleben. Der Zuschauer reagiert auf die klassische Anordnung, in der Gegenstände im Hinblick auf ihre physikalischen Eigenschaften und auf ihren möglichen symbolischen Wert manipuliert werden. Wohingegen warmes Holz, alter Zeitungsdruck, angelaufenes Metall und antike Gegenstände eine Aura produzieren, die den Zuschauer nicht nur anzieht, sondern ihn auch im Unterbewusstsein archetypische Bilder erkennen lässt. Einige Werke, wie z. B. „Balancing the Unbalanced“, in dem ein Wasserhahn als Wasserhahn wahrgenommen wird, laden den Zuschauer ein, einen Dialog in Bezug auf Substanz und Illusion, Kunst und Wirklichkeit zu eröffnen.“

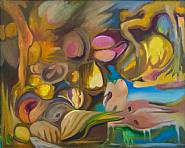
Drought in paradise (1974)

Obwohl Bernal und seine Familie es zunächst nicht wahrhaben wollten, zeigten sich bei ihm 1980 erste Zeichen einer Parkinsonkrankheit, 1993 wurde die Erkrankung bestätigt. Die Krankheit hielt Bernal jedoch nicht davon ab, weiter zu malen, und er kämpfte gegen die Schäden der Krankheit. Im Jahre 2004 schlug Bernal der National Parkinson Foundation in Miami vor, einige seiner Gemälde zur anschließenden Versteigerung zu spenden, um das Institut finanziell zu unterstützen. Bernal hat auf diese Weise mittlerweile fast 300 Bilder gestiftet.
Bernals Arbeit wird in zwei Büchern von Dorothy Chaplik über lateinamerikanische Kunst kommentiert: Latin American Arts and Cultures und Defining Latin American Art/Hacia una definición del arte latinoamericano. In ihrem Aufsatz The Art of José Bernal beschreibt sie seine Kunst als facettenreich, fruchtbar und unverwechselbar. Weiterhin stellt sie Bernals künstlerischen Wandel durch die Herausforderungen in seinem Leben dar: die politischen Unruhen in Kuba, seinen persönlichen Kampf gegen die Parkinson-Krankheit und seine unerschütterliche Hinwendung zu einer lebensbejahenden Kunst.
José Bernal starb am 19. April 2010 in seinem Haus in Skokie Illinois an den Folgen seiner Erkrankung. Dokumente, die sein Leben und seine künstlerische Arbeit betreffen, werden im Institute for Latino Studies der Julian Samora Library an der University of Notre Dame in Indiana aufbewahrt und der Forschung zugänglich gemacht.

## Öffentliche Sammlungen
- San Antonio Museum of Art, San Antonio, Texas
- Tucson Museum of Art, Tucson, Arizona
- Asheville Art Museum, Asheville, North Carolina
- Cameron Art Museum, Wilmington, North Carolina
- McNay Art Museum, San Antonio, Texas
- Mary and Leigh Block Museum of Art, Evanston, Illinois
- The Art Institute of Chicago, Chicago, Illinois
- Institute for Latino Studies/University of Notre Dame, Notre Dame, Indiana
- Art Museum of the Americas, OAS, Washington, D.C.
- El Museo del Barrio, New York City, New York
- DePaul Art Museum, Chicago, Illinois
- Loyola University Museum of Art, Chicago, Illinois
- Museo Nacional Centro de Arte Reina Sofía, Madrid, Spanien